# 柳沼愛子
柳沼 愛子（やぎぬま あいこ、7月3日 - ）は、日本のフリーアナウンサー。身長158cm、血液型B型。

## 略歴
鹿児島県鹿児島市生まれ。その後福島県郡山市で育つ。高校時代に、福島中央テレビのゴジてれシャトルに素人として出演したのをきっかけにアナウンサーを目指す。安積女子高等学校、玉川大学文学部卒業後、2001年テレビユー福島に入社、2008年3月末退社。
同大学の1年先輩には元東日本放送の濱知美がおり、テレビ朝日アスクの受講者からアナウンサーになったという点においては同じ境遇だった。
現在はフリーアナウンサーとしてTV出演、記者発表会MCやweb記事執筆などを行なっている。

## 担当番組

### テレビユー福島
- まるとく
- イブニング6（2005年3月28日 - 2008年3月28日） - キャスター
- アナナビ（JNN東北6社共同制作）
- 地上デジタル推進大使（福島県）
- 夜の温泉物語
- ふくしま山菜探検隊
- 学校が好き　初代MC

### フリー
ミッキーネット　セミナーライブ

#### CM
- クレハ、NEWクレラップ
- カネボウ化粧品、美容液トワニー
- 学書、KAZASU

#### 執筆
- ぐるなび　ippin キュレーター
- Kpopstarz